# Резолюция 253 на Съвета за сигурност на ООН
Резолюция 253 на Съвета за сигурност на ООН е приета единодоушно на 29 май 1968 г. по повод положението в Южна Родезия след обявената от непризнатото ѝ правителство едностранна декларация за независимост на колонията от Обединеното кралство Великобритания и Северна Ирландия.
Като припомня предишните си резолюции по въпроса, отбелязвайки със съжаление, че мерките, които е предприел, не са сложили край на метежа в Южна Родезия, и като осъжда жестоките екзекуции, извършени от непризнатото правителство на Южна Родезия, с Резолюция 253 Съветът за сигурност налага мащабни икономически санкции срещу Южна Родезия, включващи:
1. забрана за всички държави членки на ООН, да внасят на своя територия всякакви стоки и продукти, които произхождат от Южна Родезия и са експортирани от територията ѝ след приемането на резолюцията;
2. задължение за държавите членки да прекратят всякакви дейности на техни граждани и на тяхна територия, чрез които се цели да бъде осъществен внос на стоки и продукти, произхождащи от Южна Родезия и експортирани от територията ѝ след приемането на резолюцията;
3. забрана върху превоза чрез кораби или самолети, регистрирани на територии на държави членки или чартирани от техни граждани, и върху превоза чрез средства за наземен транспорт през техни територии на всякакви стоки и продукти, произхождащи от територията на Южна Родезия и изнесени от територията ѝ след приемането на резолюцията;
4. забрана върху продажбата и изпращането от техни граждани или от тяхна територия на стоки и продукти (независимо от техния произход, но с и с изключение на такива, предназначени за медицински и образователни цели) до лица и органи в Южна Родезия, или до други лица и органи за целите на търговски операции, извършвани в Южна Родезия или от нейната територия;
5. забрана върху превоза чрез кораби или самолети, регистрирани на територии на държави членка или чартирани от техни граждани, и върху превоза чрез средства за наземен транспорт през техни територии на всякакви стоки и продукти, предназначени за лица и органи в Южна Родезия, или предназначени за други лица и органи за целите на търговски операции, извършвани в Южна Родезия или от нейната територия;
6. забрана за държавите членки и техните граждани да прехвърлят каквито и да е инвестиционни капитали или други финансови и икономически ресурси към режима в Южна Родезия или към търговските, промишлените и комуналните предприятия, в това число и към туристическите предприятия, намиращи се в Южна Родезия, като изключения се предвиждат единствено за финансови средства, предназначени за изплащане на пенсии или за медицински и образователни цели, за информационни материали и, в случай на хуманитарна криза, на продоволствени доставки;
7. забрана за държавите членки да допускат на своя територия, освен по хуманитарни причини, лица, пътуващи с южнородезийски паспорт, независимо от датата на издаването му, или с еквивалентен документ, издаден от или от името на незаконния режим в Южна Родезия;
8. забрана за държавите членки да допускат на своя територия лица, за които има основание да се предполага, че пребивават обичайно в Южна Родезия, или за които има основание да се предполага, че съдействат по някакъв начин на незаконния режим в Южна Родезия или го окуражават по някакъв начин, или за които има основание да се предполага, че подкрепят незаконните действия на режима в Южна Родезия или всякакви други действия, които имат за цел да се заобиколят мерките, въведени от Съвета с резолюции 232 и 253;
9. задължение за всяка държава членка да възпрепятства авикомпаниите, учредени на нейна територия, самолетите, регистрирани на нейна територия, и самолетите, които са чартирани от нейни граждани, да извършват полети от или до територията на Южна Родезия, или да се обвързват с авиокомпании или самолети, регистрирани на територията на Южна Родезия;
10. призив към държавите членки да предприемат мерки за възпрепятстване дейността на онези граждани и лица, намиращи се на тяхна територия, които имат за цел да популяризират, съдействат или улеснят емиграцията в Южна Родезия, с цел прекратяване на тази емиграция;
11. отзоваване на всички чуждестранни консулски и търговски представителства, намиращи се на територията на Южна Родезия.

Съветът предлага на държавите членки, на Организацията на обединените нации, на специализираните ѝ учреждения и на всички международни организации в рамките на ООН да оказват засилена подкрепа на Замбия, за да ѝ се помогне да разреши специфичните икономически проблеми, произтичащи от изпълнението на резолюцията, пред които страната би могла да се изправи.
Резолюция 253 осъжда политическите репресии, извършвани от режима в Южна Родезия, включващи арести, интерниране, процеси и екзекуции, като нарушаващи фундаменталните права и свободи на народа на Южна Родезия, и призовава всички държави членки да оказват материална и морална подкрепа на народа на Южна Родезия в борбата му за права, свобода и независимост, която борба резолюцията признава за законна, легитимна и намираща се в съответствие с Устава на ООН и с резолюциите на Общото събрание срещу незаконния режим в Южна Родезия.
С Резолюция 253 Съветът за сигурност не пропуска да изкаже съжаление от факта, че някои страни не са изпълнили постановленията на предишните резолюции на Съвета, отнасящи се до положението в Южна Родезия, и порицава в частност онези от тях, които не са прекратили търговските връзки с южнородезийския режим и са продължили да му оказват икономическа и политическа подкрепа.
Потвърждавайки още веднъж основната отговорност на правителството на Обединеното кралство в качеството му на администрираща власт в Южна Родезия, състояща се в това да се даде възможност на народа на Южна Родезия да достигне до самоопределение и независимост, и в частност отговорността му за регулирането на положението в Родезия, Резолюция 253 призовава Обединеното кралство да обезпечи това, че няма да бъде направено никакво регулиране на въпроса, което не зачита мнението на народа на Южна Родезия, и в частност това на политическите партии, застъпващи се власт на мнозинството, и че то ще е приемливо за народа на Южна Родезия в своята цялост.
Резолюция 253 изисква държавите членки и международните организации да докладват на генералния секретар за мерките, които са предприели в изпълнение на резолюцията, като подадат първите си доклади не по-късно от 1 август 1968 г., а генералният секретар да докладва за изпълнението на резолюцията пред Съвета до 1 септември 1968 г. Във връзка с това резолюцията учредява комитет, който да разгледа тези доклади и да изисква всякаква допълнителна информация от държавите и организациите, отнасяща се до тяхната търговия или до дейности на техни граждани и на тяхна територия, които биха могли да представляват нарушение на резолюцията.